# 王五镇
王五镇，是中华人民共和国海南省儋州市下辖的一个乡镇级行政单位。

## 行政区划
王五镇下辖以下地区：
王五社区、山营村、徐浦村、小千村、流坊村、新坊村、东光村、光村和新地村。